# Jake Dowell
Jacob Charles „Jake“ Dowell (* 4. März 1985 in Eau Claire, Wisconsin) ist ein ehemaliger US-amerikanischer Eishockeyspieler, der im Verlauf seiner aktiven Karriere zwischen 2003 und 2018 unter anderem 159 Spiele für die Chicago Blackhawks, Dallas Stars und Minnesota Wild in der National Hockey League (NHL) auf der Position des Centers bestritten hat. Darüber hinaus absolvierte Dowell über 550 weitere Partien in der American Hockey League (AHL) und war eine Spielzeit für den EHC Black Wings Linz in der österreichischen Erste Bank Eishockey Liga (EBEL) aktiv.

## Karriere
Jake Dowell begann seine Karriere als Eishockeyspieler in der Mannschaft des USA Hockey National Team Development Program, für die er von 2001 bis 2003 in der North American Hockey League (NAHL) aktiv war. Anschließend verbrachte der Angreifer vier Jahre lang an der University of Wisconsin–Madison, wo er parallel zu seinem Studium für die Eishockeymannschaft der Universität im Spielbetrieb der National Collegiate Athletic Association (NCAA) aktiv war. In diesem Zeitraum war er im NHL Entry Draft 2004 in der fünften Runde als insgesamt 140. Spieler von den Chicago Blackhawks aus der National Hockey League (NHL)ausgewählt worden. Im Jahr 2006 gewann Dowell mit den Wisconsin Badgers die nationale Collegemeisterschaft.
Für Chicagos Farmteam Norfolk Admirals aus der American Hockey League (AHL) stand der US-Amerikaner gegen Ende der Saison 2006/07 erstmals im professionellen Eishockey auf dem Eis. In der folgenden Spielzeit gab er sein Debüt für die Blackhawks in der NHL, wobei er in 19 Spielen insgesamt drei Scorerpunkte erzielte. Den Großteil der Spielzeit verbrachte er ebenso wie in der Saison 2008/09 allerdings bei Chicagos neuem AHL-Farmteam, den Rockford IceHogs. Auch in der folgenden Spielzeit lief er überwiegend für die Rockford IceHogs auf und kam lediglich zu drei NHL-Spielen für Chicago, in denen Dowell zwei Punkte erzielte. In der Saison 2010/11 schaffte er den endgültigen Sprung in den NHL-Kader der Blackhawks. Am 1. Juli 2011 unterzeichnete der Free Agent einen Kontrakt für ein Jahr bei den Dallas Stars. Rund ein Jahr später wurde er von den Minnesota Wild mit einem Zweijahresvertrag ausgestattet. Im Rahmen der Vorbereitung auf die Saison 2013/14 wurde Dowell zum Farmteam der Wild, den Iowa Wild, in die AHL und stand somit nicht im NHL-Kader. Insgesamt kam er in zwei Jahren nur auf drei NHL-Einsätze und verbrachte die restliche Zeit in der AHL. In der AHL wurde er im Jahr 2014 mit dem Fred T. Hunt Memorial Award ausgezeichnet. Nach der Spielzeit 2013/14 schloss er sich den Hamilton Bulldogs an, für die er ein Jahr in der AHL spielte.
Abermals als Free Agent unterzeichnete Dowell im August 2015 einen bis zum Saisonbeginn gültigen Probevertrag (professional tryout contract) bei den Rockford IceHogs, für die er bereits von 2007 bis 2010 aktiv gewesen war. Diese nahmen ihn in der Folge fest unter Vertrag. Bis 2017 absolvierte der Stürmer in der AHL insgesamt 552 Spiele, die meisten davon für die Rockford IceHogs, die er drei Jahre lang als Kapitän anführte. Nach der Saison 2016/17 entschloss er sich zu einem Wechsel nach Europa und wurde vom EHC Black Wings Linz aus der österreichischen Erste Bank Eishockey Liga (EBEL) verpflichtet. Im Sommer 2018 beendete der 33-Jährige nach einem Spieljahr bei den Linzern seine aktive Karriere.

### International
Für die USA nahm Dowell an der U18-Junioren-Weltmeisterschaft 2003 sowie den U20-Junioren-Weltmeisterschaften der Jahre 2004 und 2005 teil. Dabei gewann er mit der U20-Nationalmannschaft im Jahr 2004 die Goldmedaille, wozu der Stürmer in sechs Turnierspielen zwei Torvorlagen beisteuerte. Ebenso belegte Dowell bei der World U-17 Hockey Challenge 2002 mit den US-Amerikanern den ersten Platz.

## Erfolge und Auszeichnungen
- 2006 NCAA-Division-I-Championship mit der University of Wisconsin–Madison
- 2014 Fred T. Hunt Memorial Award
- 2016 Teilnahme am AHL All-Star Classic

### International
- 2002 Goldmedaille bei der World U-17 Hockey Challenge
- 2004 Goldmedaille bei der U20-Junioren-Weltmeisterschaft

## Karrierestatistik

### International
Vertrat die USA bei:
- World U-17 Hockey Challenge 2002
- U18-Junioren-Weltmeisterschaft 2003
- U20-Junioren-Weltmeisterschaft 2004
- U20-Junioren-Weltmeisterschaft 2005

(Legende zur Spielerstatistik: Sp oder GP = absolvierte Spiele; T oder G = erzielte Tore; V oder A = erzielte Assists; Pkt oder Pts = erzielte Scorerpunkte; SM oder PIM = erhaltene Strafminuten; +/− = Plus/Minus-Bilanz; PP = erzielte Überzahltore; SH = erzielte Unterzahltore; GW = erzielte Siegtore; 1 Play-downs/Relegation; Kursiv: Statistik nicht vollständig)